# Gibica
Ancêtre historique ou mythique des rois burgondes, Gibica (également Gebicca, Gifica, Gibica, Gebicar, Gibicho, Gippichest ou Gjúki) est le fondateur de la dynastie qui s'éteindra en 534 par la disparition du roi Godomar III, vaincu par les Francs.
En vertu du système successoral qualifié de tanistrie, Gibica a gouverné à la fin du IVe siècle avec ses fils Godomar Ier et Giselher, qui lui ont ensuite succédé.
Son nom est mentionné dans le Titre III, « De la liberté de nos esclaves », de la loi Gombette promulguée par le roi Gondebaud.
Dans ce titre, Gondebaud cite les noms de ses aïeux « de royale mémoire » :
Gibica, Godomar Ier, Giselher (ou Gisclar-Gislahar), Gondicaire (ou Gundahar).